# Conchidium pusillum
Conchidium pusillum är en orkidéart som beskrevs av William Griffiths. Conchidium pusillum ingår i släktet Conchidium, och familjen orkidéer. Inga underarter finns listade i Catalogue of Life.